# Nefusa
El pueblo nefusa es un pueblo bereber de Libia. Pueblan la mayor parte del Yebel Nefusa, al suroeste de Trípoli, y se concentran en el centro y oeste del macizo, entre las localidades de Yifrin y Nalut. Constituyen la mayor población de lengua bereber del país.
Tradicionalmente su economía se ha basado en una agricultura de regadío favorecida por la climatología propia de los montes de media altitud y la influencia del mar Mediterráneo. La completaba la práctica de la ganadería de transhumancia en los flancos meridionales más desérticos del macizo. Desde el último tercio del siglo XX, la región ha vivido unas profundas mutaciones socioeconómicas debido a la industrialización y la urbanización de Libia. Un importante éxodo rural llevó a parte de la población hacia las ciudades, sobre todo Trípoli y las ciudades costeras de Tripolitania que experimentaron un rápido crecimiento en los años 1960 y 1970.
Los nefusa así como sus vecinos de la ciudad de Zuara son de religión ibadita, una corriente heterodoxa del Islam.
Desde los años 1980, surgieron movimientos de resistencia bereber de carácter cultural en la región del Yebel Nefusa y de la vecina Zuara, influenciados por la primavera bereber de Cabilia, en Argelia. Tras la persecución de los bereberoparlantes por el régimen de Muamar el Gadafi que no admitía que la identidad árabe del país fuese cuestionada, se unieron desde febrero de 2011 a la insurrección militar contra el gobierno. Desde entonces reivindican el reconocimiento de su lengua, el nafusi y su especificidad cultural como imazighen.